# Тюхай, Ирина Викторовна
Ири́на Ви́кторовна Тюха́й (род. 14 января 1967, Боготол, Красноярский край), в замужестве Ваховская — российская легкоатлетка, специалистка по многоборьям. Выступала за сборную России по лёгкой атлетике в 1990-х годах, обладательница бронзовой медали чемпионата мира в помещении, победительница Кубка Европы в командном зачёте, чемпионка и призёрка первенств национального значения, участница летних Олимпийских игр в Атланте. Представляла Красноярский край и Чувашию. Мастер спорта России международного класса.

## Биография
Ирина Тюхай родилась 14 января 1967 года в городе Боготоле Красноярского края.
Начала заниматься лёгкой атлетикой в 1981 году, проходила подготовку в Красноярске в местной Спортивной школе олимпийского резерва под руководством тренера В. К. Слушкина. Выступала за Профсоюзы и Российскую армию.
Впервые заявила о себе на взрослом уровне в сезоне 1992 года, выиграв серебряные медали в пятиборье на зимнем чемпионате России в Волгограде и на чемпионате СНГ по многоборьям в Санкт-Петербурге.
В 1993 году в той же дисциплине одержала победу на зимнем чемпионате России в Санкт-Петербурге. Попав в основной состав российской национальной сборной, выступила на чемпионате мира в помещении в Торонто, где с результатом 4619 стала четвёртой.
На чемпионате России 1994 года в Волгограде стала серебряной призёркой в семиборье. Успешно выступила на Кубке Европы в Лионе, где заняла шестое место в личном зачёте и помогла своим соотечественницам выиграть женский командный зачёт. На последовавшем чемпионате Европы в Хельсинки закрыла десятку сильнейших.
В 1995 году на зимнем чемпионате России в Челябинске была второй в пятиборье, тогда как на чемпионате мира в помещении в Барселоне завоевала бронзовую награду. В семиборье победила на чемпионате России в Москве, взяла бронзу на Универсиаде в Фукуоке, заняла 15-е место на чемпионате мира в Гётеборге.
На чемпионате России 1996 года в Санкт-Петербурге выиграла бронзовую медаль в семиборье. Благодаря череде удачных выступлений удостоилась права защищать честь страны на летних Олимпийских играх в Атланте — набрала здесь 5903 очков, расположившись в итоговом протоколе соревнований на 19-й строке.
В 1999 году стала бронзовой призёркой на зимнем чемпионате России в Челябинске, одержала победу на летнем чемпионате России в Туле. Принимала участие в Кубке Европы в Праге, где заняла девятое место в личном зачёте и вместе с российской сборной выиграла командный зачёт.
В 2000 году стала серебряной призёркой на зимнем чемпионате России в Челябинске, в то время как на летнем чемпионате России в Туле добавила в послужной список бронзовую награду, выигранную со сборной Чувашии в эстафете 4 × 100 метров.
За выдающиеся спортивные результаты удостоена почётного звания «Мастер спорта России международного класса».
Окончила лечебный факультет Красноярского государственного медицинского института (1993). Впоследствии работала по специальности врачом и тренером.